# Conus figulinus
El cono figura (Conus figulinus Linnaeus, 1758), es una especie de molusco gasterópodo de la familia Conidae. Al igual que todas las especies dentro del género Conus, estos caracoles son depredadores y venenosos. La picadura de estos caracoles marinos es capaz de causar la muerte al hombre, por lo que los ejemplares deben ser tratados con cuidado incluso después de muertos, ya que el veneno que producen continua activo.

## Descripción
El tamaño de una concha del adulto varía entre 30 mm y 135 mm. La concha es de color castaño, rodeada por numerosas líneas continuas, color marrón chocolate y muy estrechas. La columela es de color chocolate. La vuelta cuerpo de vez en cuando presenta  bandas de claras como reflejos de luz en su porción media

## Distribución
Esta especie se distribuye en el Océano Índico a lo largo de Madagascar, la Cuenca de Mascareñas, Mauricio y Tanzania, en el Indo-Pacífico Occidental